# Пісенний конкурс Євробачення 2018
Пісе́нний ко́нкурс Євроба́чення 2018 (англ. Eurovision Song Contest 2018, фр. Concours Eurovision de la chanson 2018, порт. Festival Eurovisão Da Canção 2018) — став 63-м пісенним конкурсом Євробачення, який проходив у Лісабоні, Португалія. Євробачення-2018 відбувалось з 8 до 12 травня.
Португалія приймала конкурс вперше. Це право країна отримала завдяки перемозі португальського співака Сальвадора Собрала з піснею «Amar Pelos Dois» на Євробаченні-2017 у Києві.
Переможницею стала ізраїльська виконавиця Netta з піснею «Toy», яка набрала 529 балів, і таким чином виборола право проводити наступне Євробачення-2019 в Ізраїлі.

## Місце проведення

### Арена

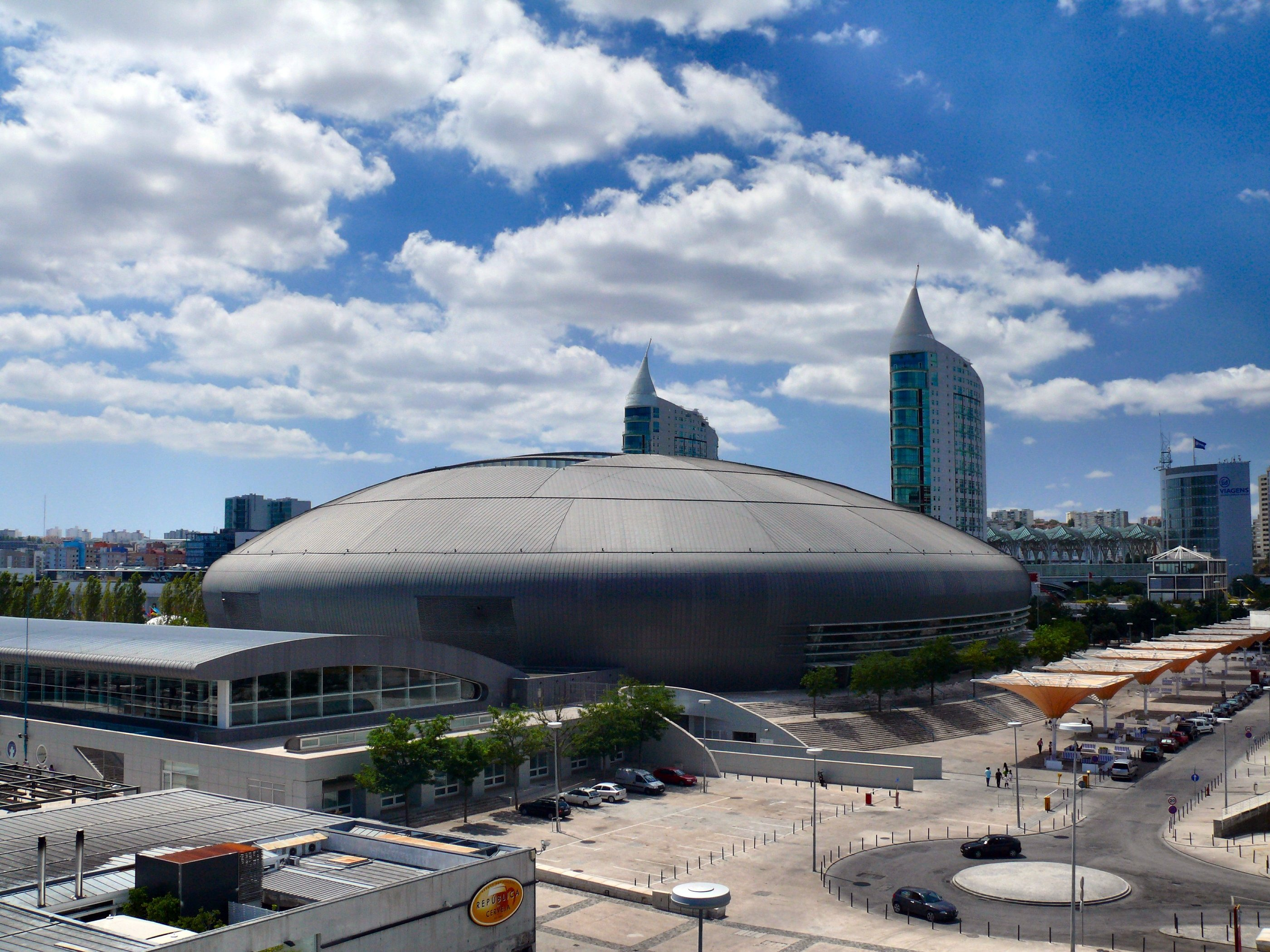
Місце проведення конкурсу, Altice Arena в Лісабоні, Португалія

Конкурс відбувся в Португалії вперше після перемоги країни в 2017 році з піснею «Amar pelos dois», виконаної Сальвадором Собралом. Після кількох етапів відбору, Altice Arena в Лісабоні була обрана місцем проведення конкурсу місцевим бродкастером Rádio e Televisão de Portugal (RTP) та Європейським мовним союзом (EBU).
Багатоцільова арена була побудована для виставки Expo'98 і вміщує 20 000 відвідувачів одночасно, що робить її найбільшим критим майданчиком в Португалії та одним з найбільших в Європі. Арена розташована в самому серці сучасного району Parque das Nações на північному сході від Лісабона, де проходив Expo'98. Завдяки вдалому розташуванню, арена сполучена міжнародним аеропортом, метрополітеном та поїздом (станція Орієнте) з іншими португальськими містами та Європою.

### Етап вибору місця проведення
У день проведення гранд-фіналу Євробачення 2017 року повідомлялось, що португальська телекомпанія RTP «приймає виклик» щодо організації конкурсу 2018 року. Після тріумфу Собрала виконавчий керівник EBU на пісенному конкурсі «Євробачення» Юн Ула Санн оприлюднив запрошення на прийом до RTP під час пресконференції переможця. Наступного дня генеральний директор RTP Нуно Артур Сільва підтвердив, що телекомпанія організує конкурс у 2018 році та повідомляє про те, що MEO Arena (пізніше перейменована в Алтіс-Арену) в Лісабоні є можливим місцем проведення конкурсу. 15 травня 2017 року, RTP підтвердив, що Лісабон — місто-господар Євробачення-2018, однак наступного дня з'ясувалось, що остаточне рішення щодо міста-господаря не було прийнято.
Основні вимоги щодо вибору міста-господаря були викладені в документі, представленому ЄМС RTP після перемоги португальського виконавця в Києві:
- Придатне місце для розміщення близько 10 000 глядачів.
- Міжнародний пресцентр для 1500 журналістів з відповідними можливостями для всіх делегатів.
- Хороше розподілення готельних номерів за різними ціновими категоріями, здатне вмістити не менше 2000 делегатів, акредитованих журналістів та глядачів.
- Ефективна транспортна інфраструктура, включно з сусіднім міжнародним аеропортом із зручним транспортним зв'язком з містом, місцем проведення та готелями.

Крім Лісабона, інші міста також зацікавились проведенням конкурсу 2018 року. Серед них: Брага, Еспіньо, Фару, Гондомар, Гімарайнш та Санта-Марія-да-Фейра. Мер Порту, Руї Морейра, заявив, що він не зацікавлений в тому, щоб «витрачати мільйони євро» на проведення конкурсу, але він підтримає кандидатуру від Метрополітанського району Порту (Еспіньо, Гондомар та Санта-Марія-да-Фейра).
13 червня 2017 року представники RTP зустрілися з Референтною групою Євробачення у штаб-квартирі ЄМС у Женеві. Під час зустрічі офіційні представники RTP взяли участь у семінарі, присвяченому декільком темами, пов'язаним із проведенням пісенного конкурсу «Євробачення», і перейняли досвід українського мовника НСТУ. Вони також мали можливість поділитись своїми першими планами на конкурс 2018 року, включно з кількома кандидатурами міст, що можуть прийняти конкурс, та можливі місця проведення.
25 липня 2017 року ЄМС та RTP оголосила, що Лісабон був обраний містом-господарем, залишивши позаду заявки Браги, Гондомари, Гімарайншу та Санта-Марія-да-Фейри. Крім того, RTP в якості місця проведення вказала Parque das Nações, де розташована Алтіс-Арена.
Легенда:  †  — Місце проведення.
| Місто                | Місце проведення                      | Місткість | Примітка |
| -------------------- | ------------------------------------- | --------- | --- |
| Лісабон              | Altice Arena †                        | 20,000    | Проводила Всесвітню виставку (1998), Фінал Світового Туру ATP (2000), Чемпіонат світу з легкої атлетики в приміщенні (2001), Чемпіонат світу з гандболу серед чоловіків (2003), Церемонію MTV EMA (2005), «Фінал чотирьох» кубка УЄФА з міні-футболу (2001/2002, 2009/2010 і 2014/2015) і безліч концертів. |
| Вибули з конкурсу    |                                       |           | |
| Брага                | Braga Exhibition Park                 | 15,000    | Проводить різні спортивні заходи і виставки. |
| Гондомар             | Multiusos de Gondomar Coração de Ouro | 8,000     | Багатоцільовий критий майданчик відкритий у 2007 році, загальною ємністю 8000 чоловік (4 400 місць). Проведено фінальний турнір чемпіонату Європи з футзалу 2007 року. |
| Гімарайнш            | Multiusos de Guimarães                | 10,000    | Щорічно проводить великі концерти та міжнародні заходи. |
| Санта-Марія-да-Фейра | Europarque                            | 11,000    | Найбільший конференц-центр в районі Порту, відкритий у 1995 році. Була проведена Європейська Рада в червні 2000 року, фінал Фестивалю Да Каньяо в 2001 році та фінальний турнір Євро-2004. |

## Формат

### Візуальний дизайн
Тема конкурсу All Aboard!, була представлена 7 листопада 2017 року на пресконференції в Лісабонському океанаріумі. Візуальний дизайн цьогорічного конкурсу має океанічні мотиви, які натякають на місце розташування Лісабона та Португалії на узбережжі Атлантики та історію мореплавства країни. Поряд з головною емблемою, яка зображує стилізовану морську оболонку, були розроблені ще дванадцять додаткових емблем, щоб символізувати різні аспекти морської екосистеми. Супервайзер конкурсу Юн Ула Санн зазначив, що тема та логотипи «резонують з історією Лісабона та підкреслюють основні цінності Євробачення, включно з різноманітністю, дуже добре. Океан об'єднує всіх нас і його різноманітність може стати гарним натхненням для кожного з учасників (.. .), яких ми плануємо побачити в Лісабоні наступного травня».

### Ведучі
8 січня 2018 року RTP та EBU оголосили, що конкурс вперше проводитиметься чотирма жінками. Ними стали Катарина Фуртадо, Даніела Руа, Сільвія Альберто та Філомена Каутела. Вперше з 2013 року серед ведучих не було жодного представника чоловічої статі, а другий рік поспіль усі ведучі однакової статі.

### Символічна передача ключів від Києва Лісабона
29 січня 2018 року в мерії Лісабона мер Києва Віталій Кличко передав меру столиці Португалії Фернандо Медіні символічні ключі від Євробачення.

### Жеребкування
Жеребкування, за результатами якого стало відомо, які країни будуть представлені в першому, а які — в другому півфіналі Євробачення-2018, відбулося 29 грудня о 14:00 за київським часом в мерії Лісабона. Ведучими жеребкування стали ведучі цьогорічного Євробачення — Сільвія Альберто та Філомена Каутела. На жеребкуванні країн-учасниць було розбито на 6 кошиків, беручи до уваги їхню історію голосування за інші країни, аби зменшити вплив «блокового голосування» у півфіналі.
| Кошик 1                                                                                | Кошик 2                                                       | Кошик 3                                                        | Кошик 4                                                   | Кошик 5                                                       | Кошик 6                                                    |
| -------------------------------------------------------------------------------------- | ------------------------------------------------------------- | -------------------------------------------------------------- | --------------------------------------------------------- | ------------------------------------------------------------- | ---------------------------------------------------------- |
| - Албанія - Північна Македонія - Словенія - Хорватія - Сербія - Чорногорія - Швейцарія | - Данія - Ірландія - Ісландія - Норвегія - Фінляндія - Швеція | - Азербайджан - Білорусь - Вірменія - Грузія - Росія - Україна | - Болгарія - Греція - Кіпр - Молдова - Румунія - Угорщина | - Австралія - Австрія - Ізраїль - Мальта - Сан-Марино - Чехія | - Бельгія - Естонія - Латвія - Литва - Нідерланди - Польща |

| Перший півфінал                                                                                         | Перший півфінал                                                                                         | Другий півфінал                                                                               | Другий півфінал                                                                               |
| Перша половина                                                                                          | Друга половина                                                                                          | Перша половина                                                                                | Друга половина                                                                                |
| --- | --- | --------------------------------------------------------------------------------------------- | --------------------------------------------------------------------------------------------- |
| - Білорусь - Болгарія - Литва - Албанія - Чехія - Бельгія - Ісландія - Азербайджан - Ізраїль - Естонія  | - Швейцарія - Фінляндія - Австрія - Ірландія - Вірменія - Кіпр - Хорватія - Греція - Північна Македонія | - Росія - Сербія - Данія - Румунія - Австралія - Норвегія - Молдова - Сан-Марино - Нідерланди | - Чорногорія - Швеція - Угорщина - Мальта - Латвія - Грузія - Польща - Словенія - Україна     |
| Голосують: всі, які беруть участь в першому півфіналі країни + - Іспанія - Португалія - Велика Британія | Голосують: всі, які беруть участь в першому півфіналі країни + - Іспанія - Португалія - Велика Британія | Голосують: всі, які беруть участь в другому півфіналі країни + - Німеччина - Італія - Франція | Голосують: всі, які беруть участь в другому півфіналі країни + - Німеччина - Італія - Франція |

### Зміна системи підрахунку голосів журі
Європейська мовна спілка змінила правила, за якими обчислюватиметься оцінка національних журі на Євробаченні. Відтепер замість середньої арифметичної оцінки використовуватиметься більш складна схема. Бали кожного з членів журі матимуть різну вагу, у залежності від позиції, на яку суддя поставить учасника. Через це колегіальне рішення матиме перевагу над думкою кожного члена журі окремо. Це правило ввели для того, щоб уникнути ситуацій, коли перевагу віддають одному учаснику, але особиста думка одного із суддів дуже впливає на результат.

## Учасники

Країни-учасниці першого півфіналу
Попередньо кваліфікувалися до фіналу, але також голосують в першому півфіналі
Країни-учасниці другого півфіналу
Попередньо кваліфікувалися до фіналу, але також голосують в другому півфіналі

У Півфіналах беруть участь усі країни-учасники конкурсу, окрім країн Великої П'ятірки, та країни-переможниці минулого конкурсу ― Португалії. Пізніше усі наведені нижче країни буде розподілено між двома півфіналами по 18 учасників в кожному. У півфіналах матимуть змогу голосувати лише учасники одного півфіналу та 3 країни, що автоматично вже пройшли до фіналу (які саме ― визначить церемонія жеребкування).

### Повернення

#### Конкурсанти, які виступали як повноцінні виконавці
- Нідерланди: Waylon (Пісенний конкурс Євробачення 2014 — 2 місце). У складі групи The Common Linets разом з Ільзе ДеЛанге з піснею «Calm After the Storm»[36].
- Норвегія: Олександр Рибак (Пісенний конкурс Євробачення 2009 — 1 місце)

#### Конкурсанти, які виступали як бек-вокалісти
- Австрія: Цезар Семпсон:
  - Пісенний конкурс Євробачення 2016, як бек-вокаліст Полі Генової ( Болгарія: — 4 місце в фіналі);
  - Пісенний конкурс Євробачення 2017, як бек-вокаліст Крістіана Костова ( Болгарія — 2 місце в фіналі).
- Велика Британія: SuRie:
  - Пісенний конкурс Євробачення 2015, як бек-вокаліст Лоїка Нотте ( Бельгія — 4 місце в фіналі);
  - Пісенний конкурс Євробачення 2017, як бек-вокаліст Бланш ( Бельгія — 4 місце в фіналі).
- Словенія: Леа Сірк:
  - Пісенний конкурс Євробачення 2014, як бек-вокаліст Тінкари Ковач ( Словенія — 25 місце в фіналі);
  - Пісенний конкурс Євробачення 2016, як бек-вокаліст ManuElla ( Словенія — 14 місце в півфіналі).

#### Виступ в інтервал-актах
- Австралія: Джесіка Маубой взяла участь у пісенному конкурсі Євробачення 2014 року в інтервал-акті другого півфіналу, виконавши свою пісню «Море прапорів»[37].

### Перший півфінал
Перший півфінал відбувся 8 травня 2018 року. Згідно з його результатами було визначено перших 10 учасників фіналу конкурсу. У першому півфіналі також голосували  Іспанія,  Португалія та  Велика Британія.
| №  | Країна      | Виконавець        | Пісня            | Мова                  | Переклад українською   | Бали | Місце |
| -- | ----------- | ----------------- | ---------------- | --------------------- | ---------------------- | ---- | ----- |
| 7  | Ізраїль     | Нетта             | Toy              | Англійська            | Іграшка                | 283  | 1     |
| 19 | Кіпр        | Елені Фурейра     | Fuego            | Англійська            | Вогонь                 | 262  | 2     |
| 5  | Чехія       | Міколаш Йозеф     | Lie to Me        | Англійська            | Збреши мені            | 232  | 3     |
| 13 | Австрія     | Цезар Семпсон     | Nobody But You   | Англійська            | Ніхто, крім тебе       | 231  | 4     |
| 9  | Естонія     | Еліна Нечаєва     | La Forza         | Італійська            | Сила                   | 201  | 5     |
| 18 | Ірландія    | Раян О'Шонессі    | Together         | Англійська            | Разом                  | 179  | 6     |
| 10 | Болгарія    | Equinox           | Bones            | Англійська            | Кістки                 | 177  | 7     |
| 3  | Албанія     | Евгент Бушпепа    | Mall             | Албанська             | Сумуючий               | 162  | 8     |
| 6  | Литва       | Єва Засімаускайте | When we're old   | Англійська, Литовська | Коли ми старі          | 119  | 9     |
| 15 | Фінляндія   | Саара Аалто       | Monsters         | Англійська            | Монстри                | 108  | 10    |
| 1  | Азербайджан | Aisel             | X My Heart       | Англійська            | Невідоме моє серце     | 94   | 11    |
| 4  | Бельгія     | SENNEK            | A Matter of Time | Англійська            | Питання часу           | 91   | 12    |
| 17 | Швейцарія   | Zibbz             | Stones           | Англійська            | Каміння                | 86   | 13    |
| 14 | Греція      | Янна Терзі        | Óneiró mou       | Грецька               | Моя мрія               | 81   | 14    |
| 16 | Вірменія    | Севак Ханагян     | Qami             | Вірменська            | Вітер                  | 79   | 15    |
| 8  | Білорусь    | Alekseev          | Forever          | Англійська            | Назавжди               | 65   | 16    |
| 12 | Хорватія    | Франка Бателич    | Crazy            | Англійська            | Божевільна             | 63   | 17    |
| 11 | Македонія   | Eye Cue           | Lost and Found   | Англійська            | Загублений і знайдений | 24   | 18    |
| 2  | Ісландія    | Арі Оулафссон     | Our Choice       | Англійська            | Наш вибір              | 15   | 19    |

| Перший півфінал Роздільні голоси телеглядачів/журі | Перший півфінал Роздільні голоси телеглядачів/журі | Перший півфінал Роздільні голоси телеглядачів/журі | Перший півфінал Роздільні голоси телеглядачів/журі | Перший півфінал Роздільні голоси телеглядачів/журі |
| Місце                                              | Глядачі                                            | Бали                                               | Журі                                               | Бали                                               |
| -------------------------------------------------- | -------------------------------------------------- | -------------------------------------------------- | -------------------------------------------------- | -------------------------------------------------- |
| 1                                                  | Кіпр                                               | 173                                                | Ізраїль                                            | 167                                                |
| 2                                                  | Чехія                                              | 134                                                | Австрія                                            | 115                                                |
| 3                                                  | Естонія                                            | 120                                                | Албанія                                            | 114                                                |
| 4                                                  | Ізраїль                                            | 116                                                | Болгарія                                           | 107                                                |
| 5                                                  | Австрія                                            | 116                                                | Чехія                                              | 98                                                 |
| 6                                                  | Ірландія                                           | 108                                                | Кіпр                                               | 89                                                 |
| 7                                                  | Фінляндія                                          | 73                                                 | Естонія                                            | 81                                                 |
| 8                                                  | Болгарія                                           | 70                                                 | Ірландія                                           | 71                                                 |
| 9                                                  | Литва                                              | 62                                                 | Бельгія                                            | 71                                                 |
| 10                                                 | Греція                                             | 53                                                 | Швейцарія                                          | 59                                                 |
| 11                                                 | Албанія                                            | 48                                                 | Литва                                              | 57                                                 |
| 12                                                 | Азербайджан                                        | 47                                                 | Азербайджан                                        | 47                                                 |
| 13                                                 | Білорусь                                           | 45                                                 | Хорватія                                           | 46                                                 |
| 14                                                 | Вірменія                                           | 41                                                 | Вірменія                                           | 38                                                 |
| 15                                                 | Швейцарія                                          | 27                                                 | Фінляндія                                          | 35                                                 |
| 16                                                 | Бельгія                                            | 20                                                 | Греція                                             | 28                                                 |
| 17                                                 | Хорватія                                           | 17                                                 | Білорусь                                           | 20                                                 |
| 18                                                 | Північна Македонія                                 | 6                                                  | Північна Македонія                                 | 18                                                 |
| 19                                                 | Ісландія                                           | 0                                                  | Ісландія                                           | 15                                                 |

### Другий півфінал
Другий півфінал відбувся 10 травня 2018 року, в ньому взяли участь представники 18 країн включно з Україною, її представляв Mélovin. Прямі трансляції в Україні вели канали «UA: Перший», «UA: Крим» та «СТБ». У другому півфіналі також будуть голосувати  Німеччина,  Італія та  Франція.
Коментували другий півфінал на «UA: Перший» для українців Тімур Мірошниченко та представниця України на конкурсі 2010 року в Осло співачка Альоша.
| №  | Країна     | Виконавець                  | Пісня                       | Мова         | Переклад українською | Бали | Місце |
| -- | ---------- | --------------------------- | --------------------------- | ------------ | -------------------- | ---- | ----- |
| 01 | Норвегія   | Олександр Рибак             | That's how you write a song | Англійська   | Так пишуться пісні   | 266  | 1     |
| 15 | Швеція     | Беньямін Інгроссо           | Dance You Off               | Англійська   | Витанцювати тебе     | 254  | 2     |
| 07 | Молдова    | DoReDoS                     | My Lucky Day                | Англійська   | Вдалий день          | 235  | 3     |
| 09 | Австралія  | Джессіка Маубой             | We Got Love                 | Англійська   | У нас є кохання      | 212  | 4     |
| 05 | Данія      | Rasmussen                   | Higher Ground               | Англійська   | Високогір'я          | 204  | 5     |
| 18 | Україна    | Mélovin                     | Under the ladder            | Англійська   | Під драбиною         | 179  | 6     |
| 08 | Нідерланди | Waylon                      | Outlaw in 'Em               | Англійська   | Розбійник в них      | 174  | 7     |
| 17 | Словенія   | Леа Сірк                    | Hvala, ne!                  | Словенська   | Дякую, ні!           | 132  | 8     |
| 03 | Сербія     | Саня Ілич та Balkanika      | Nova deca                   | Сербська     | Нові діти            | 117  | 9     |
| 13 | Угорщина   | AWS                         | Viszlát nyár                | Угорська     | Побачимось влітку    | 111  | 10    |
| 02 | Румунія    | The Humans                  | Goodbye                     | Англійська   | Прощавай             | 107  | 11    |
| 14 | Латвія     | Лаура Різзотто              | Funny Girl                  | Англійська   | Кумедна дівчинка     | 106  | 12    |
| 12 | Мальта     | Крістабель                  | Taboo                       | Англійська   | Табу                 | 101  | 13    |
| 11 | Польща     | Gromee та Лукаш Меєр        | Light Me Up                 | Англійська   | Запали мене          | 81   | 14    |
| 06 | Росія      | Юлія Самойлова              | I Won't Break               | Англійська   | Я не зламаюсь        | 65   | 15    |
| 16 | Чорногорія | Ваня Радованович            | Inje                        | Чорногорська | Іній                 | 40   | 16    |
| 04 | Сан-Марино | Джессіка і Дженіфер Бренінг | Who We Are                  | Англійська   | Хто ми є             | 28   | 17    |
| 10 | Грузія     | Iriao                       | For You                     | Грузинська   | Для тебе             | 24   | 18    |

| Другий півфінал Роздільні голоси телеглядачів/журі | Другий півфінал Роздільні голоси телеглядачів/журі | Другий півфінал Роздільні голоси телеглядачів/журі | Другий півфінал Роздільні голоси телеглядачів/журі | Другий півфінал Роздільні голоси телеглядачів/журі |
| Місце                                              | Глядачі                                            | Бали                                               | Журі                                               | Бали                                               |
| -------------------------------------------------- | -------------------------------------------------- | -------------------------------------------------- | -------------------------------------------------- | -------------------------------------------------- |
| 1                                                  | Данія                                              | 164                                                | Швеція                                             | 171                                                |
| 2                                                  | Молдова                                            | 153                                                | Норвегія                                           | 133                                                |
| 3                                                  | Норвегія                                           | 133                                                | Австралія                                          | 130                                                |
| 4                                                  | Україна                                            | 114                                                | Нідерланди                                         | 127                                                |
| 5                                                  | Угорщина                                           | 88                                                 | Мальта                                             | 93                                                 |
| 6                                                  | Швеція                                             | 83                                                 | Латвія                                             | 92                                                 |
| 7                                                  | Австралія                                          | 82                                                 | Молдова                                            | 82                                                 |
| 8                                                  | Сербія                                             | 72                                                 | Румунія                                            | 67                                                 |
| 9                                                  | Словенія                                           | 65                                                 | Словенія                                           | 67                                                 |
| 10                                                 | Польща                                             | 60                                                 | Україна                                            | 65                                                 |
| 11                                                 | Росія                                              | 51                                                 | Сербія                                             | 45                                                 |
| 12                                                 | Нідерланди                                         | 47                                                 | Данія                                              | 40                                                 |
| 13                                                 | Румунія                                            | 40                                                 | Угорщина                                           | 23                                                 |
| 14                                                 | Чорногорія                                         | 17                                                 | Чорногорія                                         | 23                                                 |
| 15                                                 | Латвія                                             | 14                                                 | Польща                                             | 21                                                 |
| 15                                                 | Сан-Марино                                         | 14                                                 | Сан-Марино                                         | 14                                                 |
| 17                                                 | Грузія                                             | 13                                                 | Росія                                              | 14                                                 |
| 18                                                 | Мальта                                             | 8                                                  | Грузія                                             | 11                                                 |

### Гранд-фінал
До фіналу автоматично пройшли країни, що входять до Великої п'ятірки (Італія, Велика Британія, Іспанія, Німеччина, Франція) та країна-переможець минулого року — Португалія. Фінал було проведено 12 травня у Лісабоні о 22:00 за Київським часом. Коментаторами фіналу були Тимур Мірошниченко і Джамала, на «СТБ» — Сергій Притула.
| №  | Країна          | Артист                         | Пісня                       | Мова          | Переклад українською      | Бали | Місце |
| -- | --------------- | ------------------------------ | --------------------------- | ------------- | ------------------------- | ---- | ----- |
| 22 | Ізраїль         | Нетта                          | Toy                         | Англійська    | Іграшка                   | 529  | 1     |
| 25 | Кіпр            | Елені Фурейра                  | Fuego                       | Англійська    | Вогонь                    | 436  | 2     |
| 05 | Австрія         | Цезар Семпсон                  | Nobody But You              | Англійська    | Ніхто, крім тебе          | 342  | 3     |
| 11 | Німеччина       | Міхаель Шульте                 | You Let Me Walk Alone       | Англійська    | Ти пустив мене наодинці   | 340  | 4     |
| 26 | Італія          | Ермаль Мета та Фабріціо Моро   | Non mi avete fatto niente   | Італійська    | Ви нічого мені не зробили | 308  | 5     |
| 14 | Чехія           | Міколаш Йозеф                  | Lie to Me                   | Англійська    | Збреши мені               | 281  | 6     |
| 20 | Швеція          | Беньямін Інгроссо              | Dance You Off               | Англійська    | Витанцювати тебе          | 274  | 7     |
| 06 | Естонія         | Еліна Нечаєва                  | La Forza                    | Італійська    | Сила                      | 245  | 8     |
| 15 | Данія           | Rasmussen                      | Higher Ground               | Англійська    | Високогір'я               | 226  | 9     |
| 19 | Молдова         | DoReDoS                        | My Lucky Day                | Англійська    | Вдалий день               | 209  | 10    |
| 12 | Албанія         | Евгент Бушпепа                 | Mall                        | Албанська     | Сумуючий                  | 184  | 11    |
| 04 | Литва           | Єва Засімаускайте              | When we're old              | Англійська    | Коли ми старі             | 181  | 12    |
| 13 | Франція         | Madame Monsieur                | Mercy                       | Французька    | Милосердя                 | 173  | 13    |
| 18 | Болгарія        | Equinox                        | Bones                       | Англійська    | Кістки                    | 166  | 14    |
| 07 | Норвегія        | Олександр Рибак                | That's how you write a song | Англійська    | Так пишуться пісні        | 144  | 15    |
| 24 | Ірландія        | Раян О'Шонессі                 | Together                    | Англійська    | Разом                     | 136  | 16    |
| 01 | Україна         | Mélovin                        | Under the ladder            | Англійська    | Під драбиною              | 130  | 17    |
| 23 | Нідерланди      | Waylon                         | Outlaw in 'Em               | Англійська    | Розбійник в них           | 121  | 18    |
| 10 | Сербія          | Саня Ілич та Balkanika         | Nova deca                   | Сербська      | Нові діти                 | 113  | 19    |
| 16 | Австралія       | Джессіка Маубой                | We Got Love                 | Англійська    | У нас є кохання           | 99   | 20    |
| 21 | Угорщина        | AWS                            | Viszlát nyár                | Угорська      | Побачимось влітку         | 93   | 21    |
| 03 | Словенія        | Леа Сірк                       | Hvala, ne!                  | Словенська    | Дякую, ні!                | 64   | 22    |
| 02 | Іспанія         | Амайа Ромеро та Альфред Гарсіа | Tu Canción                  | Іспанська     | Твоя пісня                | 61   | 23    |
| 09 | Велика Британія | SuRie                          | Storm                       | Англійська    | Буря                      | 48   | 24    |
| 17 | Фінляндія       | Саара Аалто                    | Monsters                    | Англійська    | Монстри                   | 46   | 25    |
| 08 | Португалія      | Клаудія Пашкоал                | O Jardim                    | Португальська | Сад                       | 39   | 26    |

| Фінал Роздільні голоси телеглядачів/журі | Фінал Роздільні голоси телеглядачів/журі | Фінал Роздільні голоси телеглядачів/журі | Фінал Роздільні голоси телеглядачів/журі | Фінал Роздільні голоси телеглядачів/журі |
| Місце                                    | Телеглядачі                              | Бали                                     | Журі                                     | Бали                                     |
| ---------------------------------------- | ---------------------------------------- | ---------------------------------------- | ---------------------------------------- | ---------------------------------------- |
| 1                                        | Ізраїль                                  | 317                                      | Австрія                                  | 271                                      |
| 2                                        | Кіпр                                     | 253                                      | Швеція                                   | 253                                      |
| 3                                        | Італія                                   | 249                                      | Ізраїль                                  | 212                                      |
| 4                                        | Чехія                                    | 215                                      | Німеччина                                | 204                                      |
| 5                                        | Данія                                    | 188                                      | Кіпр                                     | 183                                      |
| 6                                        | Німеччина                                | 136                                      | Естонія                                  | 143                                      |
| 7                                        | Україна                                  | 119                                      | Албанія                                  | 126                                      |
| 8                                        | Молдова                                  | 115                                      | Франція                                  | 114                                      |
| 9                                        | Естонія                                  | 102                                      | Болгарія                                 | 100                                      |
| 10                                       | Литва                                    | 91                                       | Молдова                                  | 94                                       |
| 11                                       | Норвегія                                 | 84                                       | Литва                                    | 90                                       |
| 12                                       | Сербія                                   | 75                                       | Австралія                                | 90                                       |
| 13                                       | Австрія                                  | 71                                       | Нідерланди                               | 89                                       |
| 14                                       | Болгарія                                 | 66                                       | Ірландія                                 | 74                                       |
| 15                                       | Угорщина                                 | 65                                       | Чехія                                    | 66                                       |
| 16                                       | Ірландія                                 | 62                                       | Норвегія                                 | 60                                       |
| 17                                       | Франція                                  | 59                                       | Італія                                   | 59                                       |
| 18                                       | Албанія                                  | 58                                       | Іспанія                                  | 43                                       |
| 19                                       | Нідерланди                               | 32                                       | Словенія                                 | 41                                       |
| 20                                       | Велика Британія                          | 25                                       | Данія                                    | 38                                       |
| 21                                       | Фінляндія                                | 23                                       | Сербія                                   | 38                                       |
| 22                                       | Словенія                                 | 23                                       | Угорщина                                 | 28                                       |
| 23                                       | Швеція                                   | 21                                       | Велика Британія                          | 23                                       |
| 24                                       | Іспанія                                  | 18                                       | Фінляндія                                | 23                                       |
| 25                                       | Португалія                               | 18                                       | Португалія                               | 21                                       |
| 26                                       | Австралія                                | 9                                        | Україна                                  | 11                                       |

## Інші країни
Право на участь в Євробаченні вимагає активного членства в ЄМС і здатність мовника транслювати конкурс через мережу Євробачення. ЄМС видає запрошення на участь в конкурсі всім 56 активним членам.

### Дебют, що не відбувся
- Ліван — головний ліванський телеканал «Аль-Манар» раніше заявляв, що вихід Ізраїлю з конкурсу дозволить Лівану виступити на Євробаченні-2018. Але 3 жовтня всі надії на дебют Лівану перекреслило підтвердження участі Ізраїлю в конкурсі 2018 року новоствореним ізраїльським мовником «KAN», що прийшов на зміну ліквідованій Ізраїльській мовленнєвій асоціації.
- Ліхтенштейн — 1 вересня 2017 року національна телекомпанія Князівства Ліхтенштейн підтвердила, що Ліхтенштейн не дебютуватиме на Євробаченні 2018.[45] 4 листопада 2017 року стало відомо, що Ліхтенштейн планує свій дебют на конкурсі в 2019 році, який врешті-решт так і не відбувся.[46]
- Казахстан — телеканал «Хабар», асоційований член ЄМС (з 2016 року) транслював конкурс Євробачення 2017. Переможниця конкурсу «Тюркбачення-2014» Жанар Дугалова висловила зацікавленість у представленні країни в конкурсі 2018 року. Також казахстанський «31-ий канал» подав заяву на повноцінне членство в Європейській мовній спілці, але отримав відмову через відсутність активного членства Казахстану в ЄМС, а також через те, що Казахстан не є членом Ради Європи. Тож Казахстан переніс план участі у Євробаченні на наступний рік.[47]

### Відмова
- Андорра — 14 травня 2017 року генеральний директор «Радіо та телебачення Андорри» заявив про відмову від участі на Євробаченні 2018.[48]
- Боснія і Герцеговина — 18 вересня 2017 року BHRT підтвердив що країна не повернеться на Євробачення 2018 через фінансові проблеми в країні.
- Люксембург — 29 серпня 2017 року національна телекомпанія Люксембургу заявила, що країна не повернеться на конкурс у 2018 році.[49]
- Монако — 31 серпня 2017 року національна телекомпанія Монако заявила, що країна не повернеться на конкурс Євробачення у 2018 році[50]
- Туреччина — 7 серпня Телерадіокомпанія Туреччини[en] заявила, що Туреччина не повернеться на конкурс Євробачення у 2018 році.[51]
- Словаччина — 11 вересня 2017 року RTVS заявив, що Словаччина не візьме участь у 2018 році.

### Коментатори
Більшість країн, які транслюють конкурс, відправили своїх коментаторів до Лісабона або коментували зі своєї країни. Це традиційно робиться для того, щоб телеглядачі та радіослухачі могли зрозуміти суть конкурсу, інформацію про учасників голосування.
- Австралія — Міф Варгурст та Джоель Криси (SBS, півфінали та фінал)[52]
- Австрія —
- Азербайджан —
- Албанія —
- Бельгія —
- Білорусь —
- Болгарія —
- Велика Британія — TBA (BBC Four, півфінали), Грехем Нортон (BBC One, фінал)[53]
- Вірменія — (Вірменія 1 та Громадське радіо Вірменії, півфінали та фінал)
- Греція — Александрос Лізардос та Дафна Скаліоні (ERT1, ERT HD, ERT World, ERA 2, Voice of Greece, півфінали та фінал)
- Грузія — Деметр Ергемлидзе (GPB Перший канал, півфінали та фінал)
- Данія —
- Естонія —
- Ізраїль —
- Ірландія —
- Ісландія —
- Іспанія — Тоні Агілар і Юлія Варела (La 1, фінал)
- Італія — TBA (Rai 4, півфінали), Серена Россі (Rai 1, фінал)
- Кіпр — Костас Константіну та Васо Коміно (CyBC, півфінали та фінал)
- Латвія —
- Литва —
- Північна Македонія —
- Мальта —
- Молдова —
- Нідерланди —
- Німеччина — TBA (One, півфінали), Пітер Урбан (Das Erste, фінал)
- Норвегія —
- Польща —
- Португалія —
- Росія — Юрій Аксюта та Яна Чурікова (Перший канал, півфінали та фінал)
- Румунія —
- Сан-Марино —
- Сербія —
- Словенія —
- Угорщина — Крістіна Ратоні та Фредді (Duna TV, півфінали та фінал)[54]
- Україна — Сергій Притула (СТБ, півфінали та фінал), Тімур Мірошниченко (UA:Перший, півфінали та фінал), Марія Яремчук (UA:Перший, перший півфінал), Alyosha (UA:Перший, другий півфінал), Джамала (UA:Перший, фінал)
- Фінляндія —
- Франція — Маріан Джеймс, Стефан Берн та Альма (France 2, фінал)[55]
- Хорватія —
- Чехія — Лібор Бучек (ČT, півфінали та фінал)
- Чорногорія —
- Швейцарія —
- Швеція —

#### Країни, які не беруть участі
- Китай — Дюань Юксунь та Хей Нань (Mango TV, всі шоу, 9-годинна затримка)[56]
- Казахстан — Калдибек Жайсанбай та Діана Снєгіна (Khabar TV, всі шоу)[57]
- Косово — TBA (RTK, всі шоу)[58]
- США — Росс Метьюс та Шангела (Logo TV, фінал)[59]

### Речники
Порядок оголошення балів національного професійного журі було визначено шляхом жеребкування після репетиції.
- Австралія —
- Австрія —
- Азербайджан —
- Албанія —
- Бельгія —
- Білорусь —
- Болгарія —
- Велика Британія — Мел Гідройц
- Вірменія —
- Греція —
- Грузія — Тамара Ґачечіладзе
- Данія —
- Естонія — ю
- Ізраїль — Люсі Аюб
- Ірландія —
- Ісландія —
- Іспанія — Нівес Альварес
- Італія —
- Кіпр — Hovig[60]
- Латвія —
- Литва —
- Північна Македонія — Яна Бурческа
- Мальта —
- Молдова —
- Нідерланди — OG3NE
- Німеччина — Барбара Шенбергер[61]
- Норвегія —
- Польща —
- Португалія —
- Росія — Алсу
- Румунія —
- Сан-Марино —
- Сербія —
- Словенія —
- Угорщина —
- Україна — Наталія Жижченко (ONUKA)
- Фінляндія —
- Франція —
- Хорватія —
- Чехія —
- Чорногорія —
- Швейцарія —
- Швеція —

## Місця проведення конкурсу та важливих локацій

### Євроклуб
Євроклуб — це соціальний простір для делегацій, чиновників, виконавців та певних шанувальників. Це партійне місце, для активного відпочинку та веселого проведення часу. Євроклуб буде розташований в Cais do Sodré, Lust in Rio.

## Див. більше
- Україна на пісенному конкурсі Євробачення
- Україна на пісенному конкурсі Євробачення 2018